# Nicolas Chamfort
Nicolas Chamfort (vlastním jménem Sébastien-Roch Nicolas; 6. dubna 1741 Clermont - 13. dubna 1794 Paříž) byl francouzský spisovatel, dramatik, řečník a aforista období osvícenství a francouzské revoluce.

## Život
Chamfort byl nemanželský syn šlechtičny a kněze. Brzy po jeho narození ho matka přenechala kupci Françoisovi Nicolasovi a jeho manželce, jejichž vlastní dítě krátce předtím zemřelo.
Jako mladý muž Chamfort odešel studovat na Pařížskou univerzitu, což mu umožnila jeho biologická matka. Kolej Collège des Grassins opustil s titulem abbého, ale nechtěl se stát duchovním. Místo toho pracoval jako soukromý učitel, nejprve v Kolíně nad Rýnem v roce 1761, později v Paříži.
Již ve věku 24 let v roce 1764 měl Chamfort úspěch na pařížských scénách komedií La jeune Indienne (Mladá indiánka), která vycházela z tehdy populárního tématu kontrastu mezi přírodním a kulturním stavem. Po několika cenách za akademické přednášky jako Éloge de Molière (1769) a Éloge de Lafontaine (1774) dosáhl svého největšího literárního úspěchu. Tragédie Mustapha et Zéaugir (1778) mu získala přízeň královny Marie Antoinetty a popularitu u dvora. Hra je o bratrské lásce, která skončí tragicky.
Chamfort pak dostával roční důchod 1200 franků, stal se tajemníkem prince de Condé a v roce 1781 členem Francouzské akademie.
Během revoluce se Chamfort stal horlivým republikánem, razil slogany a psal projevy. Mimo jiné se říká, že vymyslel název slavné brožury Emmanuela Josepha Sieyèse o třetím stavu. Pro Mirabeaua formuloval také slavnou „Řeč proti akademiím“. Chamfortovi se rovněž přisuzuje rčení guerre aux châteaux, paix aux chaumières (válku palácům, mír chatrčím), které jako své motto používala revoluční armáda.
Pod vládou girondistů se stal ředitelem národní knihovny. Za vlády teroru pod Maximilienem de Robespierre ho udání přivedlo do vězení. Teprve poté, co zapřel své přátele girondisty, byl propuštěn. Když mu znovu hrozilo zatčení, pokusil se v září 1793 o sebevraždu. Nepodařilo se mu však se zabít, ale utrpěl těžká a bolestivá zranění, jejichž následkům podlehl v dubnu 1794.